# Unimog-Club Gaggenau

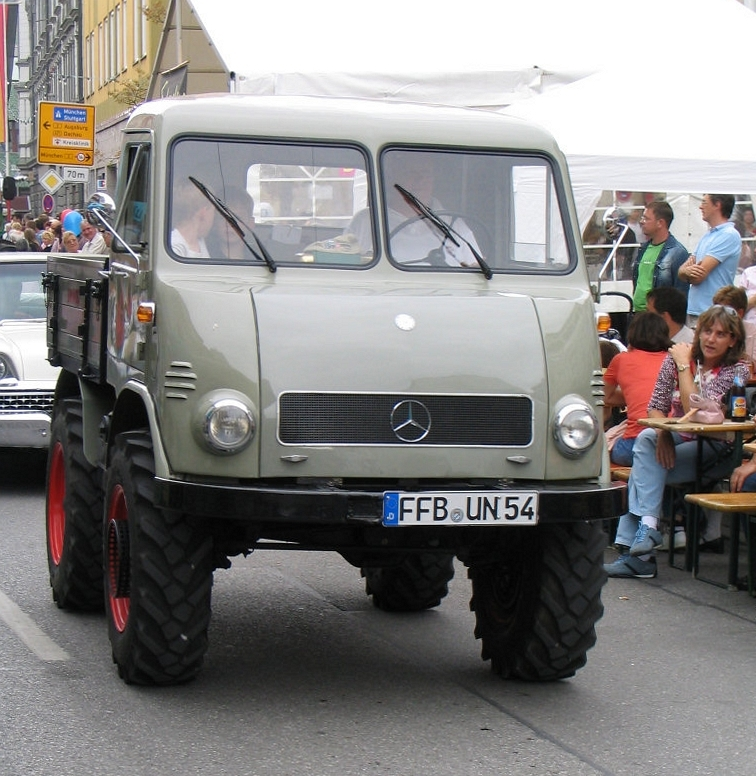
Unimog 401 mit festem Fahrerhaus, gebaut 1953–1956

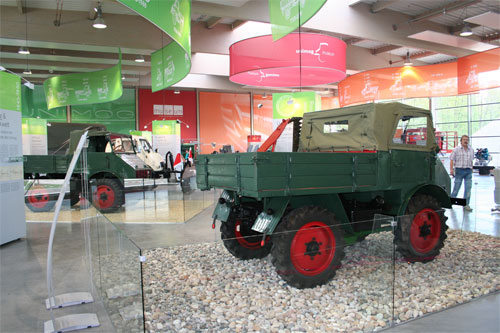
Das Unimog-Museum in Gaggenau von innen, eröffnet am 3. Juni 2006

Der Unimog-Club Gaggenau e. V. ist ein eingetragener gemeinnütziger Verein mit über 8500 Mitgliedern (Stand 02/2025), welcher im Jahr 1993 in Gaggenau gegründet wurde. Das Ziel des Vereins ist es, den Unimog in seiner Historie zu erhalten und den Mitgliedern ein Forum zum Austausch zu bieten. Der Verein hat Mitglieder in über 49 Ländern und ist anerkannter Mercedes-Benz Markenclub.

## Geschichte
Für die Gründung war ausschlaggebend, dass Michael Wessel 1992 auf dem Jahrestreffen des „Unimog Veteranen Clubs“ in Bad Laer von Alfred Menke einen Unimog 2010, Baujahr 52, kaufte. Dorthin war er gefahren, um sein Buch Geschichten rund um den Unimog vorzustellen. Mit 120 Büchern weniger und einem restaurierten Unimog trat er die Heimreise an, bei der ihm die Idee der Regionalgruppe kam. Zuhause angekommen, initiiert Michael Wessel den regionalen Unimog-Club in Gaggenau. Es gab bereits zu diesem Zeitpunkt den Unimog Veteranen Club, dem man keine Konkurrenz machen wollte. Er sprach immer wieder Unimog-Besitzer an und hörte, dass sie sich „schon immer mal treffen wollten“. Nach zahlreichen Telefonaten und einem anschließenden Schneeballsystem – jeder kannte noch ein paar weitere Unimog-Besitzer – wurden etwa 100 Adressen im Umkreis von 25 km gesammelt. Diese Unimogler fanden sich im März 1993 auf dem Gaggenauer Jahnplatz ein, 40 davon kamen mit ihrem Unimog. Bei Westermann-Holzbau im benachbarten Kuppenheim trafen sich am 15. Mai mehrere Personen, um die Gründung des Clubs in die Wege zu leiten. Unter den Gründungsmitgliedern des Clubs war auch der Leiter des Geschäftsbereichs Unimog der Daimler-Benz AG, Hans-Jürgen Wischhof, selbst Besitzer eines restaurierten Unimog 411 und engagierter Sammler. Direktor Wischhof begrüßte die Initiative zur Gründung des Clubs, „denn der Unimog ist ein so begeisternswertes Fahrzeug, daß man sich auch noch nach getaner Arbeit in der Freizeit gerne mit ihm beschäftigen kann“.
Nachdem immer mehr „Auswärtige“ in den Club drängten, wurde die regionale Begrenzung in der Satzung gestrichen und die Vision entwickelt „In jedem Land, in dem Unimog fahren, wollen wir auch Mitglieder haben!“. Ein besonderes Ereignis war die große Unimog-Sternfahrt nach Gaggenau anlässlich „100 Jahre Automobilbau in Gaggenau“ und „10 Jahre Unimog Veteranen Club“. Mit dem Unimog Veteranen Club wurden von Anfang an gute persönliche Kontakte gepflegt, und so übernahm man gerne vor Ort die Organisation dieser Großveranstaltung. Und so kamen dann am letzten Juli-Wochenende 1995 etwa 300 Unimog und dreimal so viele Fans aus ganz Deutschland und dem benachbarten Ausland in die badische Stadt Gaggenau.
1997 wurde der Club eingetragener Verein. 1999 wurde der Verein als Mercedes-Benz Markenclub durch die MBCCCI anerkannt. Seit 2000 kooperiert der Club mit dem Unimog-Portal Unimog-Community.de – mit mehr als 17.500 Mitgliedern die weltweit größte Unimogler-Gemeinschaft. Als 2002 der letzte Unimog vom Gaggenauer Montageband lief, erhielt der Unimog-Club Gaggenau e. V. diesen silbergrauen U 4000 Doppelkabiner für das bisherige Engagement als Geschenk. Der UCG wurde 2005 als gemeinnütziger Verein anerkannt.
Am 3. Juni 2006 eröffnete das Unimog-Museum in Gaggenau. Der UCG ist mit 25 % an der Betreibergesellschaft beteiligt. Anfang September konnte die 20.000ste Besucherin begrüßt werden. Von 15. bis 18. Juni 2006 fand erstmals ein Jahrestreffen „in der Mitte Deutschlands“ mit über 400 Unimog auf dem Motocross-Gelände von Aufenau bei Bad Orb statt. Aufgrund der ständig wachsenden Mitgliederzahl wurde 2008 eine Geschäftsstelle eingerichtet, um den Service für die Mitglieder zu erhöhen und den Vorstand zu entlasten. In der Mitgliederversammlung 2008 wurde Michael Schnepf zum Nachfolger von Michael Wessel gewählt, der 15 Jahre lang den Club leitete.
Im Juni 2011 wurde das nächste Jubiläum 60 Jahre Mercedes-Benz Unimog im Mercedes-Benz Werk Wörth gefeiert und mit einer Unimog-Sternfahrt und 60 ausgewählten Fahrzeugen vom Mercedes-Benz Werk Gaggenau zum Mercedes-Benz Werk Wörth unterstützt. Am 5. Mai 2014 wurde das UCG-Logo vom Deutschen Patent- und Markenamt als Wort-/Bildmarke registriert. Rainer Hildebrand wurde auf der 24. ordentlichen Mitgliederversammlung als neuer Vorsitzender gewählt.
Sein 25-jähriges Club-Jubiläum feiert der Unimog-Club Gaggenau e.V. mit einem großen Unimog-Treffen vom 15. bis 17. Juni 2018 in Gaggenau rund um das Unimog-Museum.
Das Unimog-Museum wurde um die doppelte Fläche erweitert und wurde im Januar 2023 mit dem neuen Anbau wiedereröffnet.

## Vereinsleben

### Unimog-Experten
Gleich mehrere Vorstandsmitglieder waren viele Jahrzehnte für den Unimog im In- und Ausland tätig oder sind es noch. So begannen beispielsweise Manfred Florus und Roland Feix im Jahr 1949 – also in der Pionierzeit des Unimog – in Göppingen im damaligen Herstellerwerk Boehringer ihre berufliche Laufbahn. Durch Vorführungen und später durch leitende Funktionen im Vertrieb kennen sie den Unimog gut. Ihr Mitstreiter im Clubvorstand Heinz Schnepf arbeitete seit Beginn seiner Lehre über 40 Jahre im Unimog-Bereich. Das Fahrzeug begleitete ihn durch Europa, Asien, Amerika und Afrika, bevor er die Leitung der Unimog-Versuchswerkstatt in Gaggenau übernahm. Als Pensionär ist er heute ein Fachmann für alle Fragen rund um die Unimog-Oldies und auch neuere Generationen.

### Unimog-Heft’l
Vierteljährlich erscheint das Mitgliedermagazin Unimog-Heft’l. Die Unimog-Freunde finden darin Reportagen, Technik-Tipps, Kleinanzeigen, Vorstellungen von Mitgliedern, Geschichtliches und vieles mehr. Im April 2006 erschien die Jubiläumsausgabe Nummer 50. Mit dem Heftl 75 im Jahre 2012 gab Carl-Heinz Vogler die Redaktion an Michael Endres ab, die zeitweise auch von Michael Wessel übernommen wurde. Ab 2015 leitete Axel Otersen die Redaktion, der bei der Jahreshauptversammlung 2016 die Einstellung seiner Tätigkeit bekanntgab. Bis zur außerordentlichen Mitgliederversammlung im Jahr 2017 wurde das Magazin kommissarisch vom Vorstand und der Geschäftsstelle als Redaktionsleitung betreut. Von  Oktober 2017 bis Mitte 2024 leitete Axel Otersen wieder die Redaktion. Seit der Ausgabe 124 September 2024 gestaltet Helge Bendl das Club-Magazin.

### Leistungsspektrum
Der Club bietet Beratung, Ausfahrten, Teilemärkte, Vorträge, Typenkunde, Mitgliedermagazin, Tauschbörsen für Modelle und Accessoires an.

### Regionale Präsenz
Zwischenzeitlich gibt es 31 Regionalgruppen in Deutschland und 4 im benachbarten Ausland. Hinzu kommen Ansprechpartner in den USA, Kanada, Japan und China.

## Regionalgruppen

### Schwarzwald-Baar-Kreis
Die Gruppe ist im Postleitzahlenbereich 78xxx tätig. Jährlich findet ein „Schraubertreffen“ statt. Alle zwei Jahre findet ein Unimog-Treffen statt. Die Regionalgruppe besteht aus rund 160 Mitgliedern die sich regelmäßig zum Stammtisch treffen, den Förderverein für Krebskranke Kinder in Freiburg unterstützen und ständig Aus- und Weiterbildung im Bereich Unimog betreiben.

### Franken
„Unimog-Freunde Franken“, gegründet 1996, 150 Mitglieder. Schwerpunkt ist das Fahren in schweren Gelände mit dem Unimog angelehnt ans Truck Trial. Großes Unimog-Treffen am dritten September-Wochenende, alle zwei Monate findet ein Stammtisch statt.

### Niederbayern
Der Unimog- und MB-trac-Freunde Niederbayern e.V. mit Sitz in Straubing wurde am 17. Mai 1996 gegründet und hat 233 Mitglieder (Stand 08/21). Der Verein soll vorwiegend für Besitzer alter Unimog- und MB-trac-Typen dienen, um Kontaktgelegenheiten zu schaffen. Der Besitz eines eigenen Fahrzeuges war dabei nicht zwingend für den Erwerb der Mitgliedschaft nötig. Der Einzugsbereich der Mitglieder umfasst überwiegend Niederbayern und die Oberpfalz und ist deckungsgleich mit dem Regionalbereich „Niederbayern“ nach der Gebietsaufteilung des UCG. Untergruppen: Stammtische in Niederbayern, Stammtisch Labertal, Stammtisch Dreiländereck, Stammtisch Bad Kötzting, Stammtisch Holledau, Stammtisch Lohberg.

### Weserbergland
Die UnimogFreunde-Weserbergland sind kein eingetragener Verein, sondern eine reine Interessengemeinschaft aus dem Landkreis Hameln-Pyrmont in Niedersachsen. Ins Leben gerufen 2001 von Karl-August Müller (Fischbeck), Jens Lutter (Hemeringen) und Dirk Hauptmeyer (Wördeholz). Mittlerweile ist das „Planungsteam“ auf 9 Mitglieder angewachsen. Eine feste Zahl der übrigen „Mitglieder“ lässt sich nicht beziffern, liegt aber über 100. Ziel ist es, Kontakte mit anderen Interessierten zu knüpfen und Veranstaltungen rund um den Unimog zu organisieren. Die Pfingstausfahrt der UnimogFreunde-Weserbergland, jeweils am Pfingstmontag, ist die größte Veranstaltung dieser Art im norddeutschen Raum. Sie fand erstmals 2001 mit 22 Teilnehmern statt und erreichte 75 Fahrzeuge beim 5-jährigen Jubiläum 2006. Seit dem Jahr 2003 wird dieses volksfestähnliche Ereignis auch mit der Kamera begleitet und semiprofessionell auf einer DVD umgesetzt.

### Schweiz/Liechtenstein
Der Unimogclub Schweiz/Fürstentum Liechtenstein wurde 1995 gegründet. Der Jahresbeitrag beträgt CHF 50, inklusive Mitgliedschaft im UCG. Aus einem Kern von Initianten u. a. Ueli Bicker, Hans Peter Widrig, Claudio Lazzarini mit geographischem Schwergewicht im St. Galler und Bündner Rheintal ist ein Verein mit 135 Mitgliedern in der ganzen Schweiz und im Fürstentum Liechtenstein entstanden.

### Rhein-Main
Die Regionalgruppe Rhein-Main wurde im Jahre 2002 von vier Mitgliedern (Hermann Frank, Wilhelm und Rudolf Jost, Klaus Lukas) des Unimog-Club-Gaggenau e.V. ins Leben gerufen. Im Jahre 2003 wurde die Regionalgruppe durch den Vorstand des UCG bestätigt. Immer am ersten Montag im Monat findet in Dreieich-Götzenhain ein Stammtisch statt. Das jährliche Treffen findet am ersten Juni-Wochenende statt. Die Regionalgruppe Rhein-Main umfasst ca. 350 Mitglieder und 600 Fahrzeuge. An den Stammtischen, Ausfahrten, Schraubertreffs und sonstigen Veranstaltungen nehmen im Durchschnitt 40 bis 50 Personen teil. Diese Regionalgruppe des UCG hat bisher drei Jahrestreffen (2006, 2009 und 2014) des UCG in Aufenau durchgeführt.
Es finden im Jahr vier Ausfahrten statt. Vorstand (seit 2014): Georg Kunze und Joachim Abt.